# Carrascalejo
Carrasalejo is een dorp en gemeente in de Spaanse provincie Cáceres in de regio Extremadura. Carracalejo heeft 254 inwoners (1 januari 2016).

## Geografie
Carrasalejo heeft een oppervlakte van 48 km² en grenst aan de buurgemeenten Mohedas de la Jara en Villar del Pedroso.

## Burgemeester
De burgemeester van Carrasalejo is Amador Álvarez Álvarez.

## Demografische ontwikkeling
Bron: INE, 1857-2011: volkstellingen

## Galerij

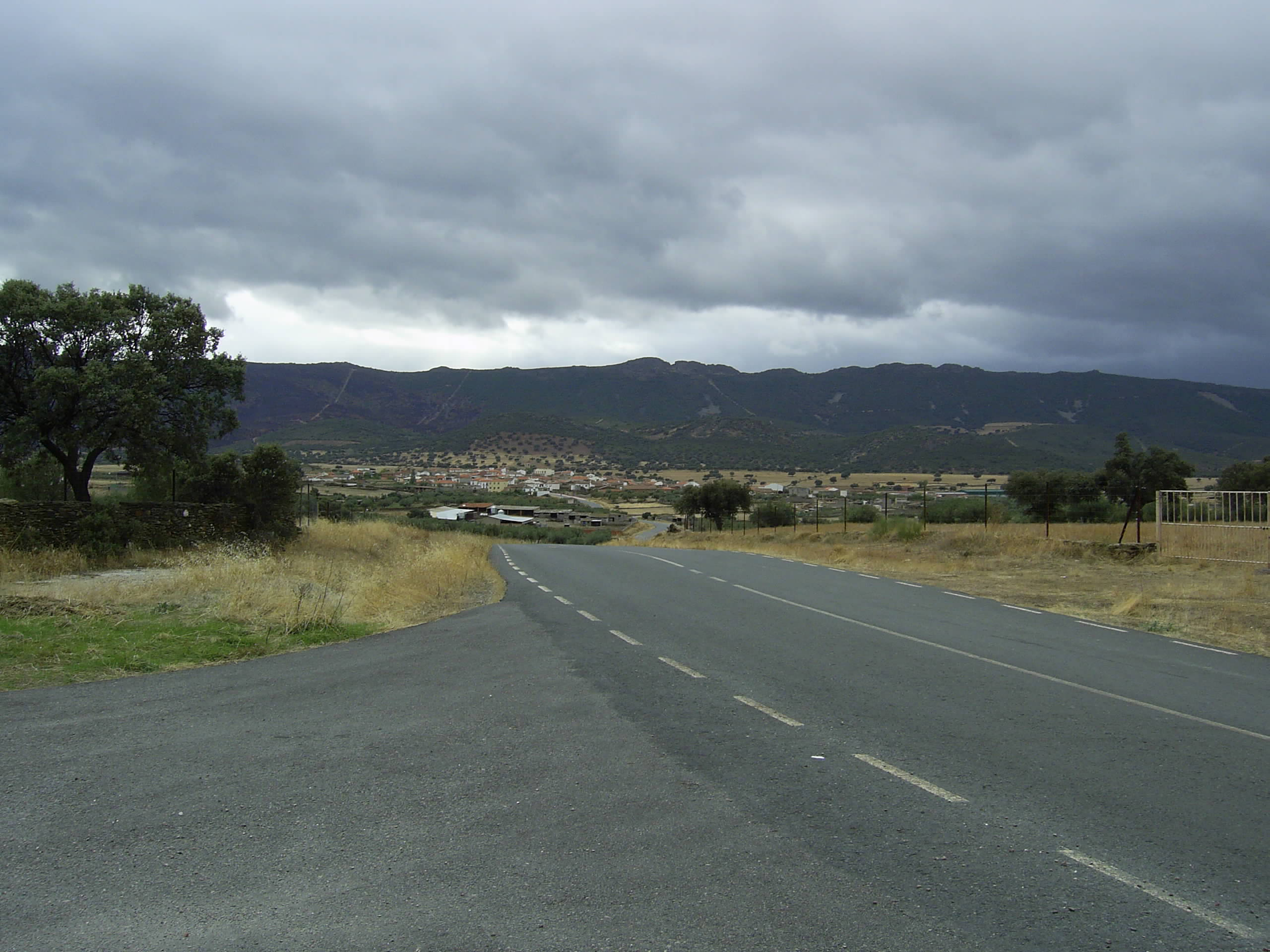
Carrascalejo
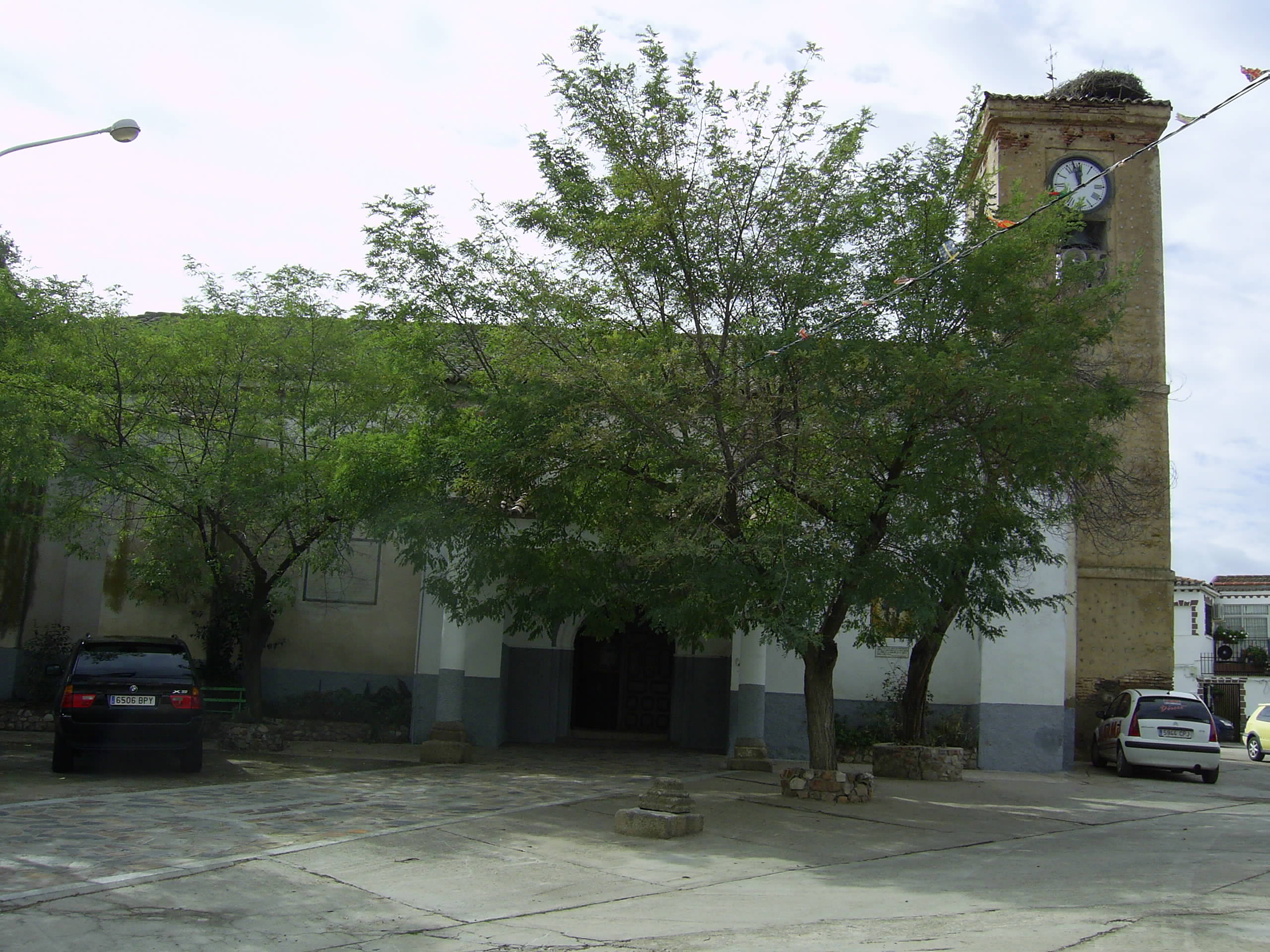
Kerk van Carrascalejo
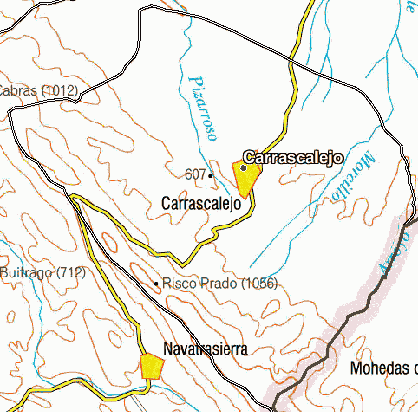
Kaart van de gemeente